# Deutschsprachiger Fachunterricht
Deutschsprachiger Fachunterricht (DFU) ist eine Bezeichnung für Fachunterricht (im Gegensatz zum Sprachunterricht) in Deutsch als Fremdsprache, also für den deutschsprachigen Unterricht in Mathematik, Biologie, Chemie und Physik sowie ggf. auch anderen Fächern für Lernende anderer Muttersprachen.

## Materialien für den DFU
Das   ILWiki am İstanbul Lisesi in Istanbul (Türkei) enthält Wortfelder sowie weitere Informationen für den deutschsprachigen Fachunterricht:
- ILWiki[1]
- Lehrmaterialien zum DFU[2]
- DFU-Cockpit: über einhundert verschiedene Arbeitsblätter können hier kostenlos heruntergeladen und im Unterricht verwendet werden. Thematisch werden die Arbeitsblätter in den sog. „Themenheften DFU“ zusammengefasst. Zurzeit gibt es sie für die Fächer Biologie, Chemie und Physik; zusätzliche Fächer wie Geschichte und Erdkunde werden in der nächsten Zeit eingebunden. Weitere Arbeitsmaterialien gibt es zu Unterrichtsfilmen und Fachprojekten.[3]

## DFU in der Türkei
An Schulen mit Deutsch als Fremdsprache gibt es DFU z. B. in der Türkei an türkischsprachigen Schulen mit Deutsch als erster Fremdsprache. Während es in den 1990er-Jahren noch mehrere so genannte Anadolu Lisesi mit DFU gab, sind es derzeit wohl nur noch zwei:
- Bornova Anadolu Lisesi in Izmir
- Cağaloğlu Anadolu Lisesi in Istanbul

Eine besondere Stellung nimmt DFU am Istanbul Lisesi in Istanbul ein. An Schulen mit Deutsch als Muttersprache gibt es DFU  auch an den fremdsprachigen Zweigen der Schulen mit Deutsch als Muttersprache. Dies sind:
- Deutsche Schule Istanbul (Alman Lisesi)
- Österreichisches St. Georgs-Kolleg Istanbul

## DFU in Ungarn
- Deutschsprachiger Fachunterricht – Fachgruppe für Physik, Mathematik und Informatik – Ungarn[5]
- Deutschsprachiger Fachunterricht in Ungarn – andere Fächer[6]